# Евкаліпт камальдульський
Евкаліпт камальдульський (Eucalyptus camaldulensis Dehnh.) — вид рослин родини миртові (Myrtaceae). Найбільше розповсюджений вид роду евкаліпт.

## Будова
Вічнозелене листяне дерево до 43 м.

## Поширення та середовище існування
Росте в Австралії на берегах річок, болотистих рівнинах, руслах пересихаючих річок. Наразі культивується по всьому світу.

## Практичне використання
Через те, що рослина швидко росте — її вирощують задля отримання цінної деревини, яскраво червоного кольору. Гарний медонос.
Листя містить 0.1 — 0.4 % олії (цинеол), 5 — 11 % таніну. З дерева збирають гуму.

## Галерея

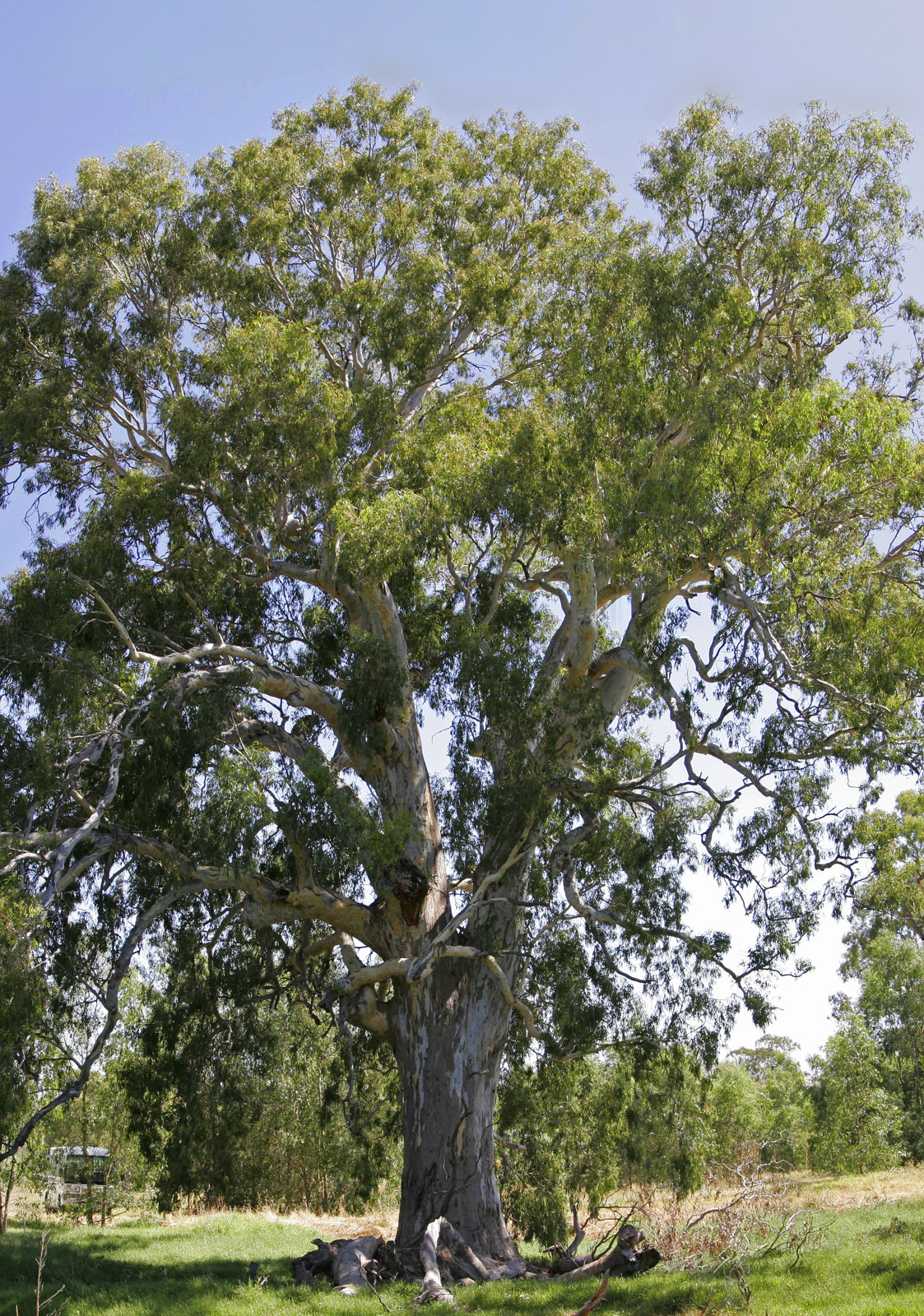
Доросле дерево
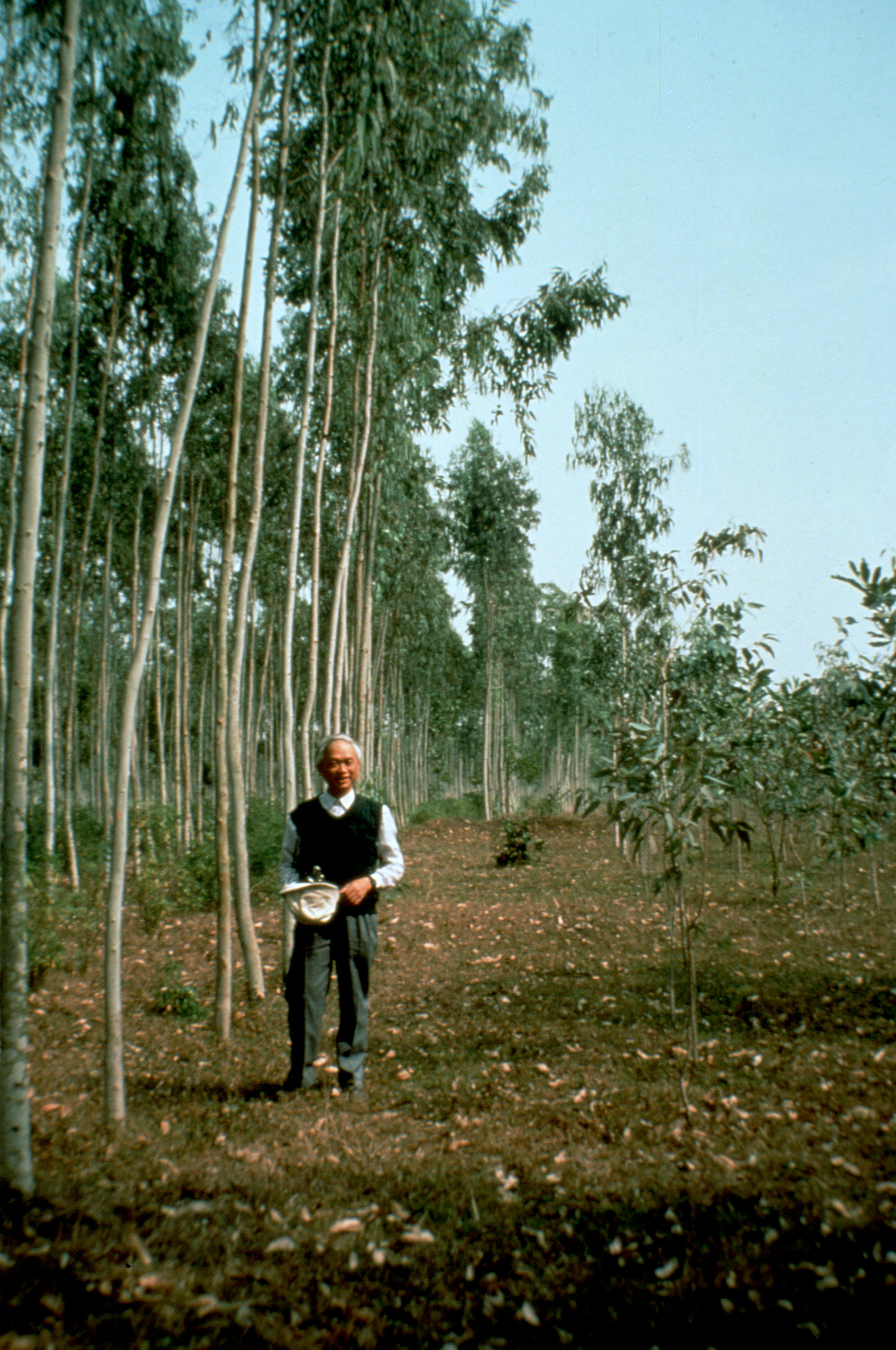
Плантація евкаліптів
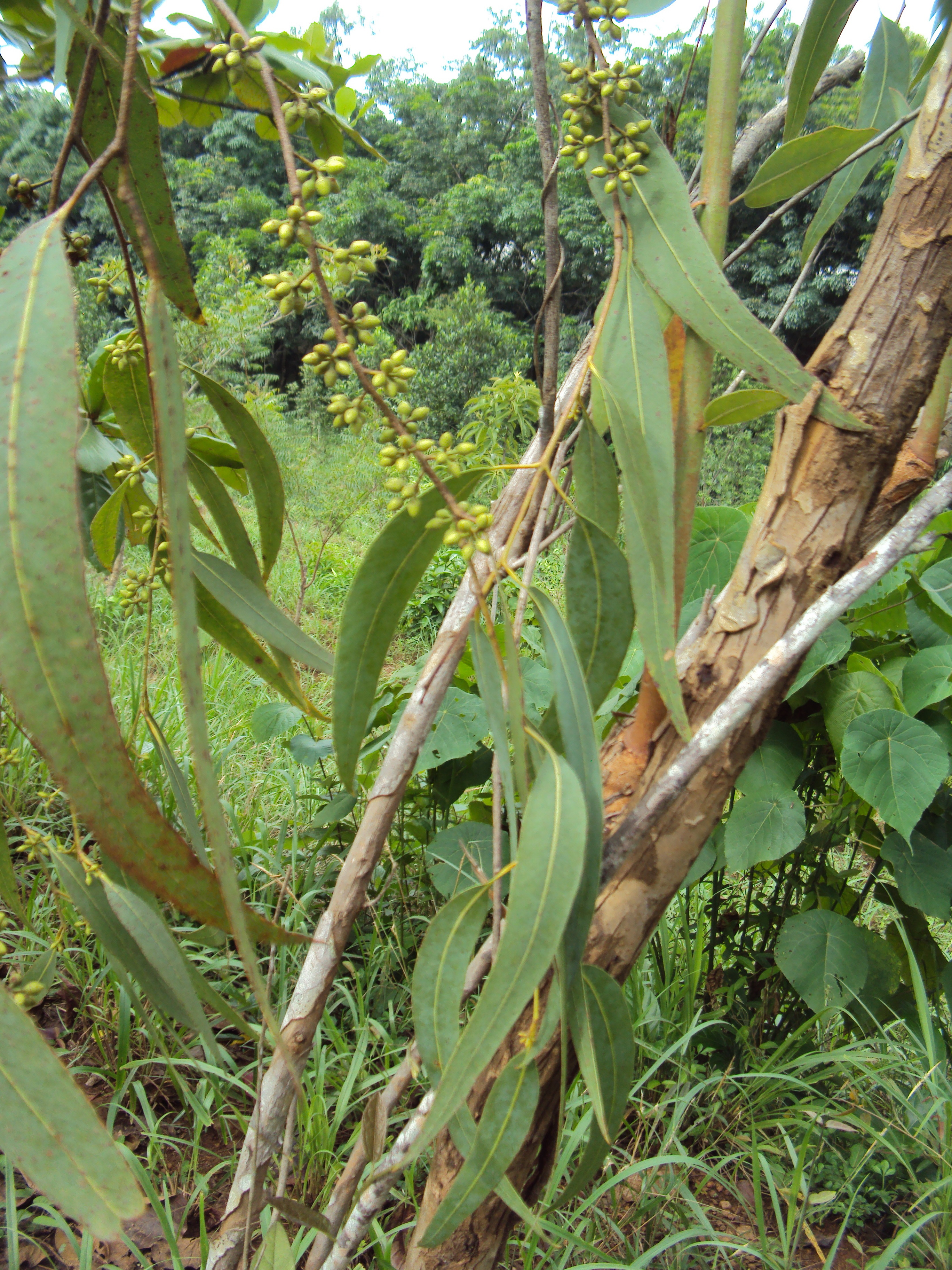
Листя
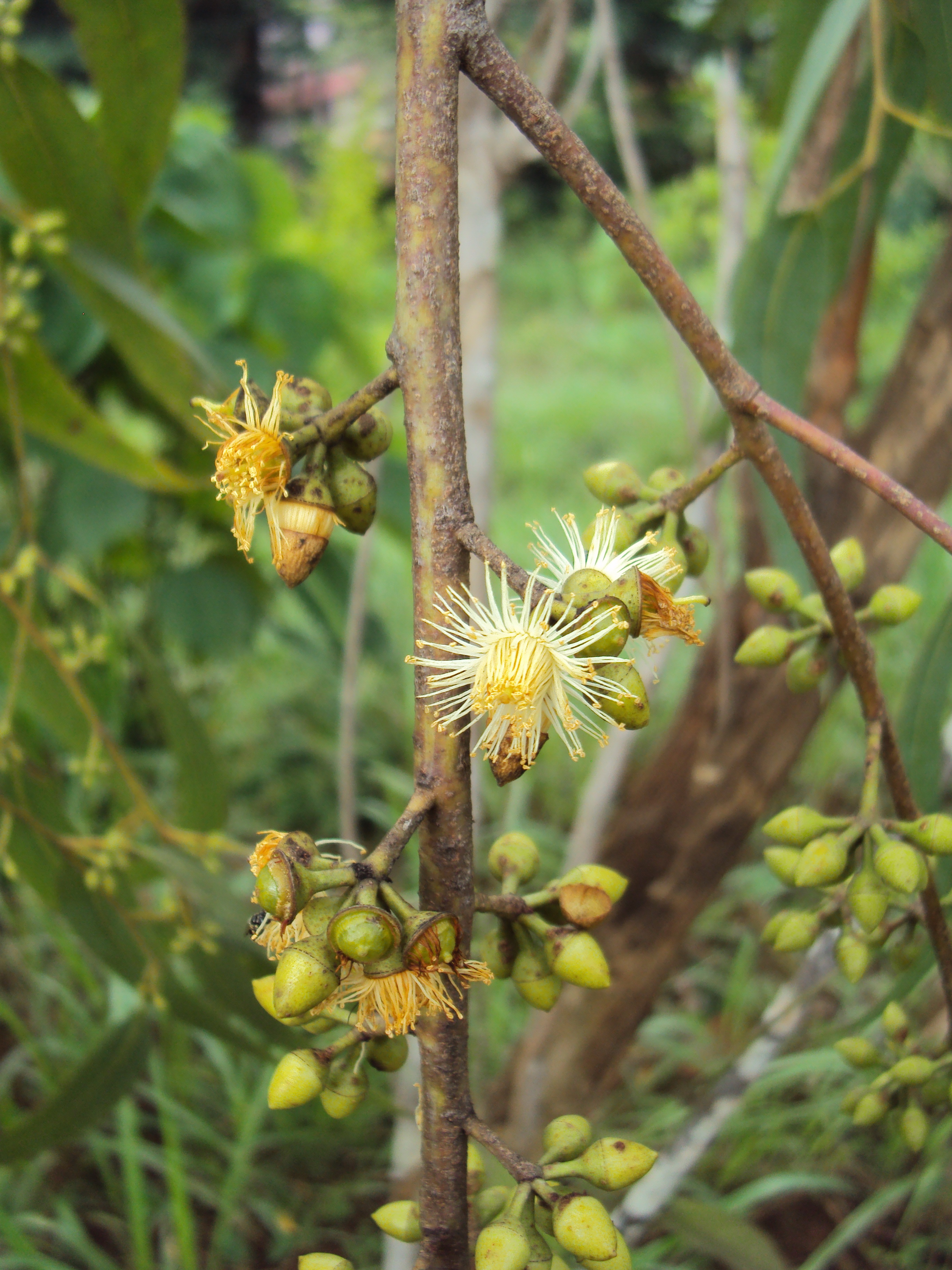
Квіти
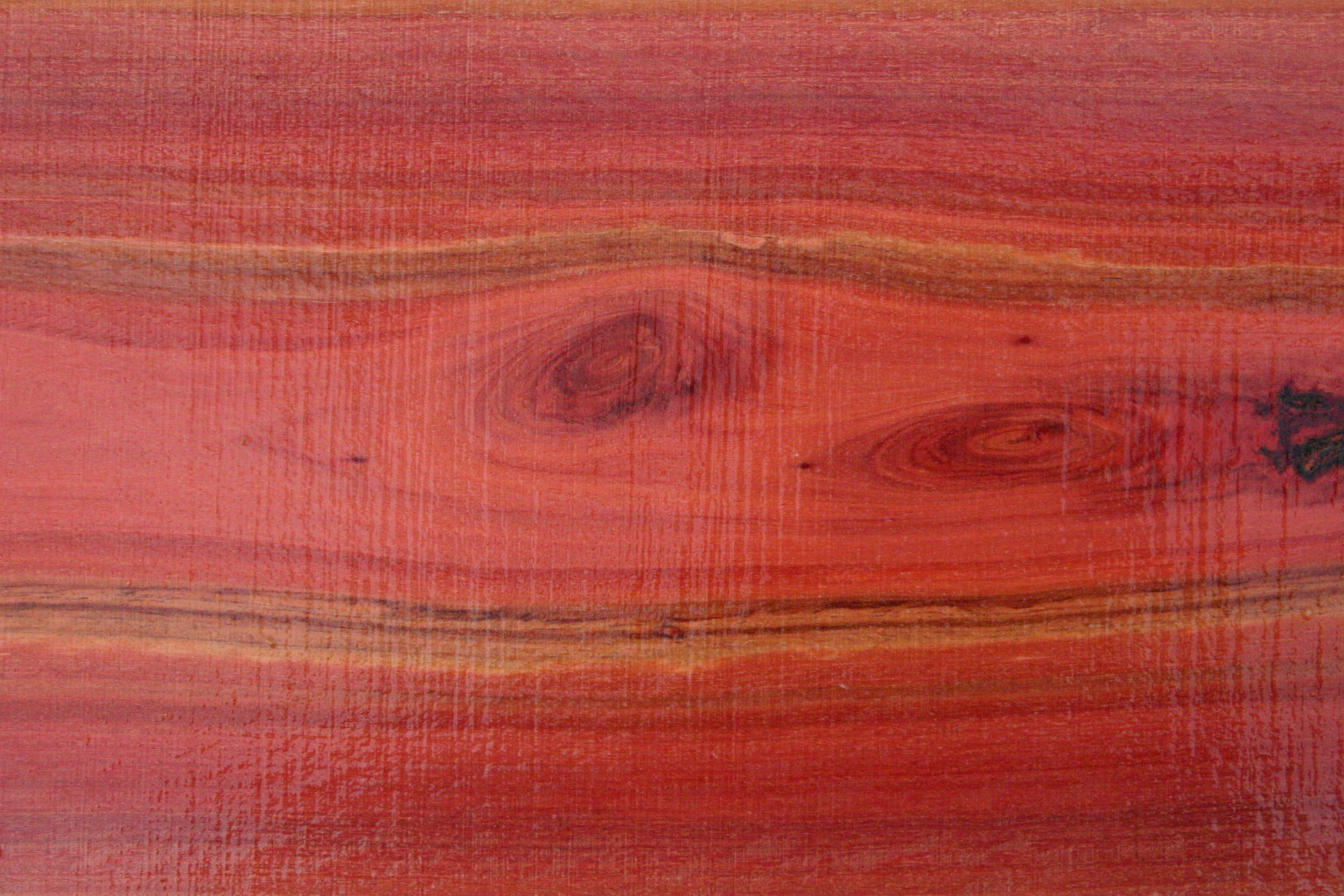
Дошка з евкаліпта
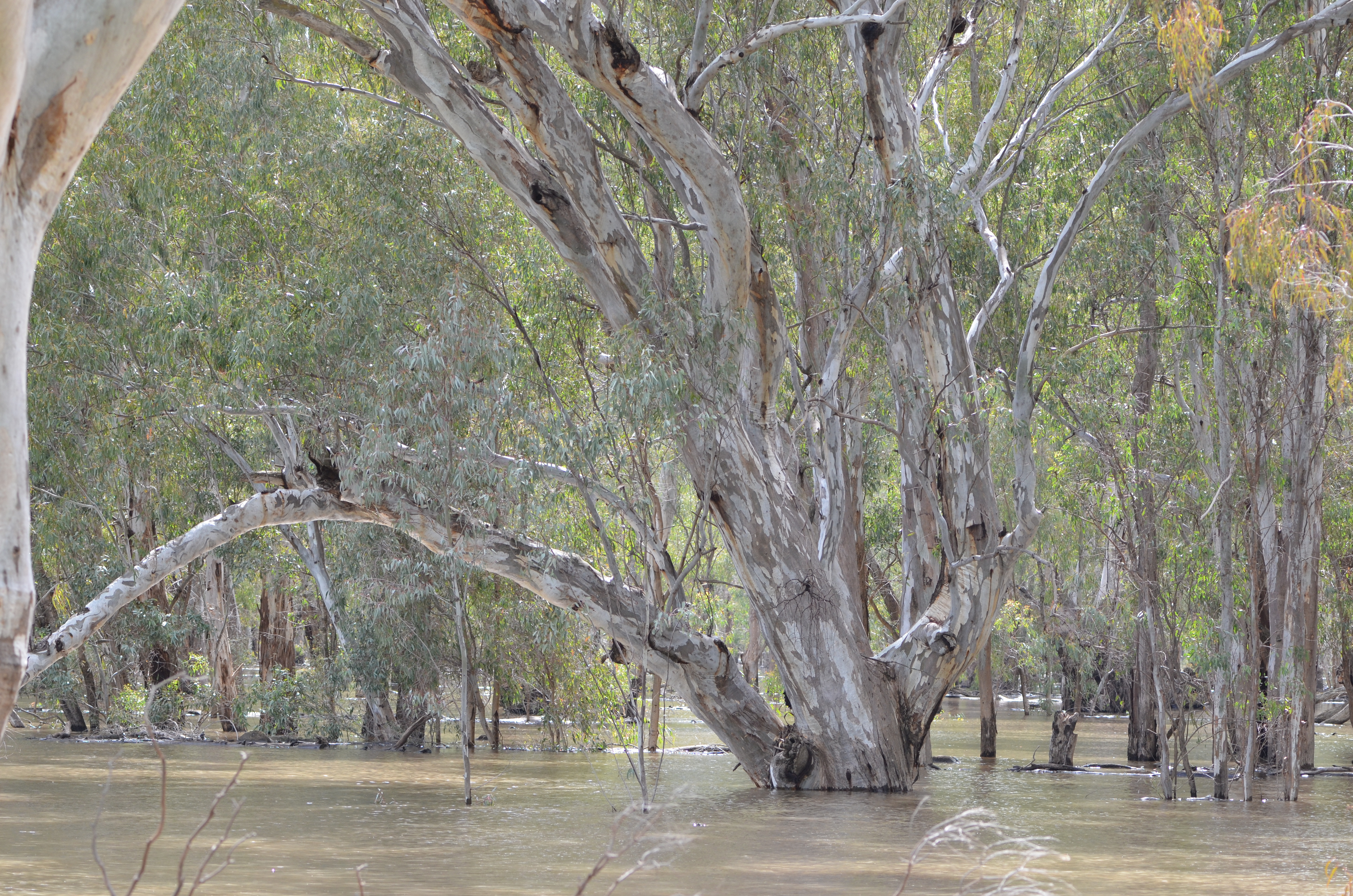
середовище існування